# Casablanca

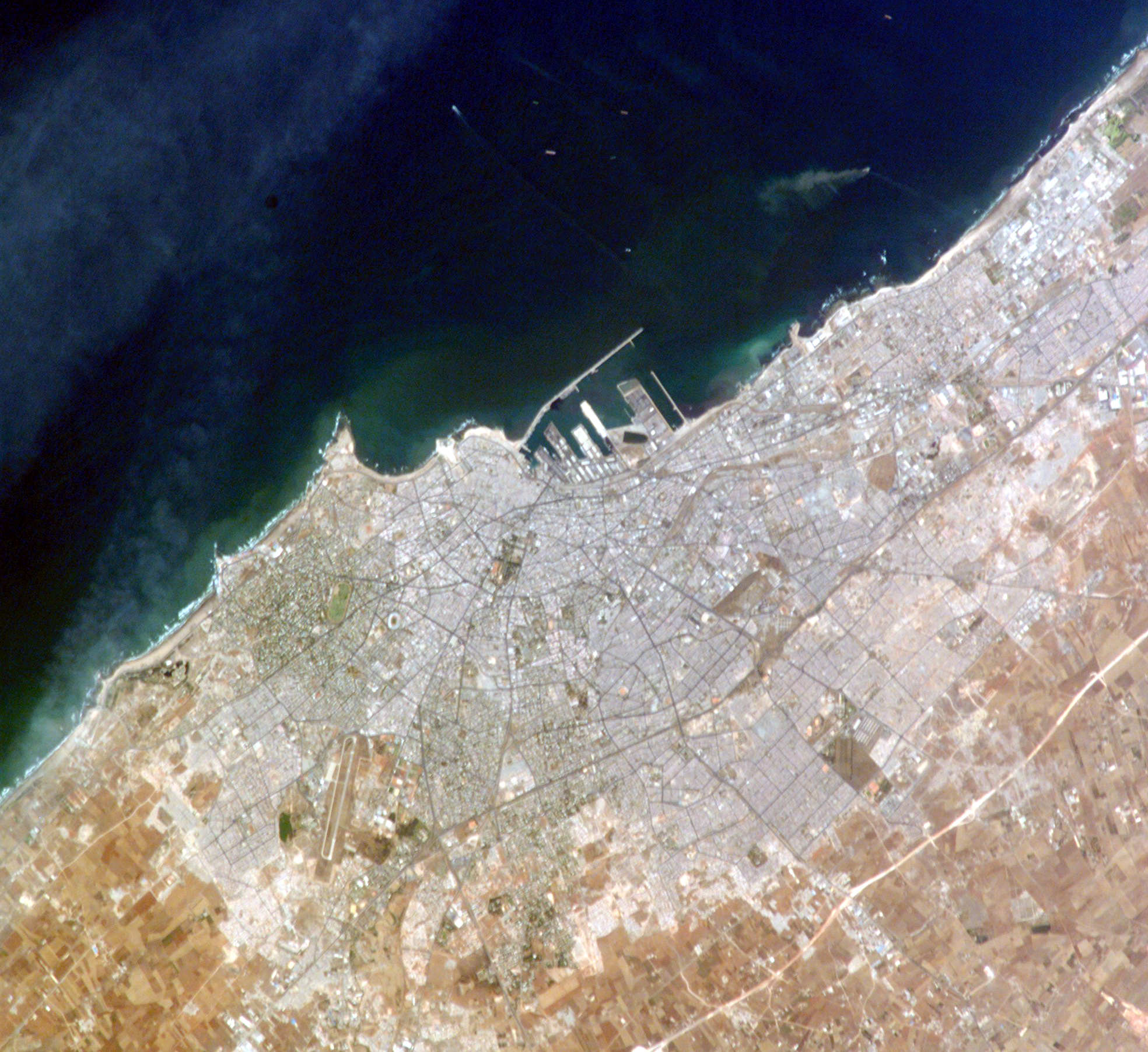
Satellitfoto.

Casablanca (spanska för ”vita huset”; arabiska: الدارالبيضاء, ad-Dar al-Bayda, berberspråk (amazigh) ⴰⵏⴼⴰ, Anfa) är en stad i västra Marocko, cirka 10 mil sydväst om Rabat. Centrala Casablanca hade cirka 3,4 miljoner invånare vid folkräkningen 2014, medan storstadsområdet (den dåvarande administrativa regionen Grand Casablanca) hade cirka 4,3 miljoner invånare. Casablanca är Marockos största stad, ekonomiska centrum och även centrum för landets kommunikationer. Många företag har huvudkontor i Casablanca, och staden är det viktigaste industriområdet i landet. Hamnen i Casablanca är en av världens största konstgjorda hamnar, och den största hamnen i Nordafrika. Den är också hemmahamn för den kungliga marockanska flottan.

## Staden
Casablanca är indelat i sexton arrondissement, varav de folkrikaste är Aîn-Chock, Hay-Hassani och Sidi Moumen.
Staden har stora områden med europeisk bebyggelse sida vid sida med de arabiska stadsdelarna. Det moderna affärscentrumet ligger kring Muhammad V:s torg och Förenta Nationernas torg. Från detta strålar flera avenyer ut, som korsas av flera ringvägar. Den ursprungliga arabiska staden, medinan, är fortfarande delvis muromgiven, och består av trånga gator med vitkalkade tegel- eller stenhus. Moderna bostadsområden ligger utspridda längs kusten. Stora slumområden, bidonvilles, har vuxit upp i stadens utkant.
Sedan 1975 har Casablanca ett universitet. Här finns även flera stora moskéer, bland annat Hassan II:s moské, som är en av världens största.

## Historia
Under 1100-talet fanns på platsen berberbyn Anfa, under medeltiden även känt som piratnäste. Staden förstördes år 1468 och 1515 av portugiserna, som sistnämnda år anlade en stad de kallade Casa Branca (vita huset). 1755 drabbades staden hårt av ett jordskalv, men den återuppbyggdes av den marockanske sultanen. Spanska och franska köpmän började slå sig ner vid Casablanca under 1800-talet, och år 1907 ockuperades staden av fransmännen. Från 1912 till 1956 tillhörde staden protektoratet Franska Marocko. Efter landstigningen i Nordafrika i november 1942 intog allierade grupper staden, och i januari 1943 ägde den så kallade Casablancakonferensen mellan Winston Churchill och Franklin D. Roosevelt samt deras militära rådgivare rum. Den 16 maj 2003 ägde en serie självmordsbombningar rum i staden, med sammanlagt 41 döda.

## Demografi
Vid 2014 års folkräkning hade Casablanca 3 357 173 invånare, och den dåvarande administrativa regionen Grand Casablanca 4 270 750 invånare. Omkring 25 % av dessa är under 15 år och 7,4 % är över 65 år. Staden utgör omkring 10 % av Marockos totala invånarantal. 1920 hade staden 20 000 invånare, 1936 257 000, och 1947 551 000.

### Judar i Casablanca
Det fanns ett sefardiskt judiskt samhälle i Anfa fram till dess förstörelse av portugiserna år 1468. Judarna var långsamma med att återvända till staden, men år 1750 fanns det tillräckligt med judar för att låta bygga den första synagogan i Casablanca, Rabbi Elijahsynagogan, som förstördes med den större delen av staden vid jordbävningen år 1755.
Under början av 1900-talet fanns det omkring 6 000 judar i Casablanca - mer än en fjärdedel av invånarantalet. Sedan början av 1900-talet har Casablanca haft mer judisk verksamhet än någon annan stad i Nordafrika.
Mellan 1940- och 1960-talen var den judiska befolkningen i Casablanca omkring 70 000. Emigrationen till länder som Frankrike, Kanada, USA och Israel har gjort att antalet judar minskat i staden. Idag finns det färre än 5 000 judar i staden.
De synagogor som finns idag är Conseil des Communautes Israelites du Maroc, Beth-El, Téhila Le David, Benarrosh och Em-Habanime.

## Klimat
|                                            | Jan  | Feb  | Mar  | Apr  | Maj  | Jun  | Jul  | Aug  | Sep  | Okt  | Nov  | Dec   |
| ------------------------------------------ | ---- | ---- | ---- | ---- | ---- | ---- | ---- | ---- | ---- | ---- | ---- | ----- |
| Normaldygnets maximitemperaturs medelvärde | 17,1 | 18,8 | 21,3 | 19,7 | 22,2 | 24,4 | 26,2 | 26,7 | 25,5 | 22,1 | 19,8 | 19,7  |
| Normaldygnets minimitemperaturs medelvärde | 7,2  | 10,5 | 12,0 | 12,6 | 16,0 | 18,6 | 20,1 | 21,2 | 19,3 | 15,1 | 11,5 | 10,9  |
|                                            |      |      |      |      |      |      |      |      |      |      |      |       |
| Nederbörd                                  | 40,1 | 0,0  | 0,0  | 43,7 | 14,4 | 0,0  | 0,0  | 0,7  | 9,7  | 67,4 | 18,2 | 105,7 |

| Diagram | temperaturer i °C • månadsnederbörd i mm • Källa: WMO | temperaturer i °C • månadsnederbörd i mm • Källa: WMO | temperaturer i °C • månadsnederbörd i mm • Källa: WMO | temperaturer i °C • månadsnederbörd i mm • Källa: WMO | temperaturer i °C • månadsnederbörd i mm • Källa: WMO | temperaturer i °C • månadsnederbörd i mm • Källa: WMO | temperaturer i °C • månadsnederbörd i mm • Källa: WMO | temperaturer i °C • månadsnederbörd i mm • Källa: WMO | temperaturer i °C • månadsnederbörd i mm • Källa: WMO | temperaturer i °C • månadsnederbörd i mm • Källa: WMO | temperaturer i °C • månadsnederbörd i mm • Källa: WMO | temperaturer i °C • månadsnederbörd i mm • Källa: WMO |
|         | 40 17 7                                               | 0 19 11                                               | 0 21 12                                               | 44 20 13                                              | 14 22 16                                              | 0 24 19                                               | 0 26 20                                               | 1 27 21                                               | 10 26 19                                              | 67 22 15                                              | 18 20 12                                              | 106 20 11                                             |

## Näringsliv och kommunikationer
Casablanca är Marockos viktigaste handels-, industri-, och hamnstad. Den stora hamnen tar hand om nästan 3/4 av Marockos utrikeshandel. 2/3 av exporten består av fosfat, och resten är väsentligen järnmalm och jordbruksprodukter. Fisket i staden är också betydande. Industrin står för hälften av landets totala industriproduktion. De viktigaste branscherna är textil-, konserv-, kemi-, tobaks- och cementindustri samt petroleumraffinering och skeppsbygge.

### Vägar
Från Casablanca utgår ett antal motorvägar som bland annat går till Rabat och Agadir.

### Tåg
Casablanca är centrum för landets järnvägssystem, med förbindelser till alla andra större städer i Marocko. Staden har två järnvägsstationer som drivs av det statliga järnvägsbolaget ONCF. Huvudstationen är Casa-Voyageurs och från denna går det tåg söderut mot Marrakech och El Jadida samt norrut mot Rabat, och därifrån antingen till Tanger eller Meknès, Fès och Oujda. Ett tåg går även till Mohammed V:s internationella flygplats.
Den andra stationen Casa-Port fungerar huvudsakligen som station för pendeltågen mellan Casablanca och Kénitra.

### Luftfart
Casablanca har två internationella flygplatser. Huvudflygplats är Mohammed V:s internationella flygplats, den största i landet. Flygningar sker till Marrakech, Agadir, Oujda, Tanger och El-Aaiún i Västsahara samt till flera andra städer.
Casablanca har även flygningar till övriga Afrika. Det går även flyg till Europa, speciellt till Frankrike och Spanien, samt till Nordamerika och Mellanöstern. New York, Dakar och Dubai är de viktigaste destinationerna.
Den andra, mindre flygplatsen, Casablanca-Anfa flygplats, ligger sydväst om staden och därifrån gick tidigare flyg till Sydney, Damaskus och Tunis. Denna flygplats stängdes för internationell civiltrafik 2006 och idag används den mest till inrikes- och fraktflyg.

### Taxi
Registrerade taxibilar i Casablanca är färgade i rött och kallas petits taxis (små taxibilar), eller vita som är kända som grands taxis (stora taxibilar). Som standard i Marocko är de små taxibilarna vanligtvis fyrdörrade bilar, vanligtvis körda med Fiat Uno eller liknande bilar. De stora taxibilarna, oftast äldre Mercedes-Benz-sedaner, sköter minibussliknande trafik inom staden på förbestämda linjer.

## Sport
Sportklubbarna Wydad Casablanca och Raja Casablanca är stadens främsta idrottsklubbar. Raja är en friidrottsklubb och Wydad är främst känd för sitt fotbollslag. Huvudarenan för båda klubbarna är Stade Mohamed V med kapacitet för 67 000 åskådare.

## Utbildning
- EMLYON Business School
- Toulouse Business School

## Personligheter
- Guy Forget (4 januari 1965), fransk tennisspelare
- Richard Virenque (19 november 1969), fransk cyklist
- Hicham Arazi (19 oktober 1973), marockansk tennisspelare

## Systerstäder
- Chicago, USA - sedan 1982
- Shanghai, Kina - sedan 1986
- Paris, Frankrike
- New York, USA
- Bordeaux, Frankrike - sedan 1988
- Göteborg, Sverige
- Dubai, Förenade arabemiraten

## Bildspel
|  |